# Sachiko M
Sachiko M is de artiestennaam van Sachiko Matsubara (Japans: 松原幸子, Matsubara Sachiko). Ze is een Japans experimenteel muzikante.

## Carrière
Ze begon haar carrière in de geluidseffectenafdeling van een theater en werd in 1994 ontdekt door Yoshihide Otomo, die haar prompt vroeg voor Ground Zero. Ze hanteerde er de sampler en bleef lid van de groep tot 1997. In het begin werd haar stijl gekenmerkt door vrij agressieve sampling en plunderphonics. In 1998 echter veranderde ze haar stijl drastisch en begon te werken met de interne testtonen van de sampler: een sampleloze sampler als het ware. Sindsdien heeft haar carrière een hoge vaart genomen. Ze richtte het label AMOEBiC op met Yoshihide Otomo en speelde samen met hem in de groepen Filament en I.S.O.
Nadat ze in 1999 het album Sine Wave Solo uitbracht, werd ze plots het middelpunt van een grote buitenlandse interesse. Naast de eerder vermelde Filament and I.S.O. vormde ze ook het duo Cosmos met Ami Yoshida, speelde ze met Toshimaru Nakamura (die een mengpaneel bedient waarvan de output met de input verbonden is) en werkte ze samen met een hele rits buitenlandse artiesten zoals Martin Tétréault, Jon Rose, Keith Rowe, Evan Parker, Jim O'Rourke, Steve Beresford, Günter Müller...
In 2003 won ze de Golden Nica van de Prix Ars Electronica in de categorie voor digitale muziek.

## Discografie (niet volledig)

### Solo
- Music for Headphone (SAT/AMOEBiC, 1997)
- Sine Wave Solo (SAT/AMOEBiC, 1999)
- Debris (F.M.N. Sound Factory, 1999)
- Detect (Antifrost, 2000)
- Derive (Noise Asia, 2003)
- 1:2 (a bruit secret, 2003)
- Bar Sachiko (Improvised Music from Japan, 2004)

### Ground Zero
- Revolutionary Pekinese Opera (Trigram, 1995)
- Revolutionary Pekinese Opera, Version 1.28 (ReR / Locus Solus, 1996)
- Revolutionary Pekinese Opera, Version 1.50 (Gentle Giant, 1996)
- Pinball Tenacity / Live Mao '99 (Pandemonium Rdz, 1996)
- Plays Standards (Nani-Disk Union, 1997)
- Consume Red (Sank-ohso/Creativeman, 1997)
- Live in Tokyo (Off Note, 1997)
- Last Concert (Valve/AMOEBiC, 1999)

### Filament
- Filament 1 (Extreme, 1998)
- Filament 2: Secret Recordings (For 4 Ears, 1999)
- 29092000 (AMOEBiC, 2001)
- Filament Box (F.M.N. Sound Factory, 2004)

### I.S.O.
- Gravity Clock (AMOEBiC, 1998)
- Live (Zero Gravity, 1998)
- I.S.O. (Alcohol, 1999)
- I.S.O. (Sound Tectonic/YCAM, 2003)

### Cosmos
- Astro TWin/Cosmos (F.M.N. Sound Factory, 2002) (samenwerking met Astro Twin)
- Tears (Erstwhile Records, 2002)

### met Nakamura Toshimaru
- Un (Meme, 1999)
- Do (Erstwhile, 2001)

### met Yoshihide Otomo
- Tatakiuri (Sank-ohso/Creativeman, 1995)
- Memory Defacement (Japan Overseas & F.M.N. Sound Factory, 1998)
- dead BEAT (Gaga Communications, 1999)
- Yoshihide Otomo Plays the Music of Takeo Yamashita (P-Vine, 1999)
- Lupin the Third: Ending Theme (P-Vine, 1999)
- Cathode (Tzadik, 1999)
- Shabondama Elegy (Eyewill, 1999)
- Music for DanceArt Hongkong's "Memory Disorder" (Sonic Factory, 2000)
- Kazahana (Cinema Monsoon, 2001)
- Flutter (Tzadik, 2001)
- Anode (Tzadik, 2001)
- Dreams' (Tzadik, 2002)
- Ensemble Cathode (Improvised Music from Japan, 2002)
- Miira ni Naru made: German Version (Charhizma, 2002)
- Pulser (Vinylsoyuz, 2002)
- Tails out (DIW, 2003)
- Loose Community (Improvised Music from Japan, 2003)
- Canary: Music from the Motion Picture (Beyondo, 2005)
- Otomo Yoshihide's New Jazz Orchestra (doubtmusic, 2005)

- CiNii: DA02019123
- Gemeinsame Normdatei: 1104763060
- International Standard Name Identifier: 0000 0000 4919 5049
- Library of Congress Control Number: no2003124980
- MusicBrainz: f0813e86-e97a-4d00-8296-c69c36862b60
- Bibliotheek van het Japanse parlement: 00151371
- Virtual International Authority File: 46463041
- WorldCat: E39PBJht9RDJCBwqBdP96rfTHC